# Ожика Форстера
{{#ifeq:0|0|{{#if:Luzula forsteri|{{#if:|[[]}}|[[]]}}}}
Ожика Форстера, мохнатка південна (Luzula forsteri) — вид рослин із родини ситникових (Juncaceae), що зростає в Європі, Західній Азії, північно-західній Африці. Вид названо на честь Георга Форстера.

## Біоморфологічний опис
Багаторічна дернотвірна трава, 15–40 см заввишки, з подовженими столонами. Прикореневі листки лінійні, 1–4 мм ушир, з тонким жовтуватим кінчиком, волосисті біля основи та по краях; базальні піхви зазвичай червонуваті. Суцвіття нещільне, багатоквіткове, з нерівними гілками, поникле, випростане або висхідне у час плодоношення, несе 5–35 квіток. Усі квітки відокремлені, більшість із них на довгих ніжках. Листочки оцвітини остюково загострені, каштанові, 3.5–5 мм завдовжки. Коробочка коротша від оцвітини чи дещо її перевищує, широко-яйцювато-конічна, жовтувато-зелена, жовто-бура коли стигла. Насіння 1.5–1.8 мм, світло-коричневе, закінчується прямим тупим придатком. Період цвітіння: березень — липень. 2n=24.

## Середовище проживання
Зростає в Європі, Західній Азії, північно-західній Африці.
Населяє сухі кам’янисті схили, ліси й чагарники.
В Україні вид зростає у гірських лісах — у Криму, звичайно.

## Галерея

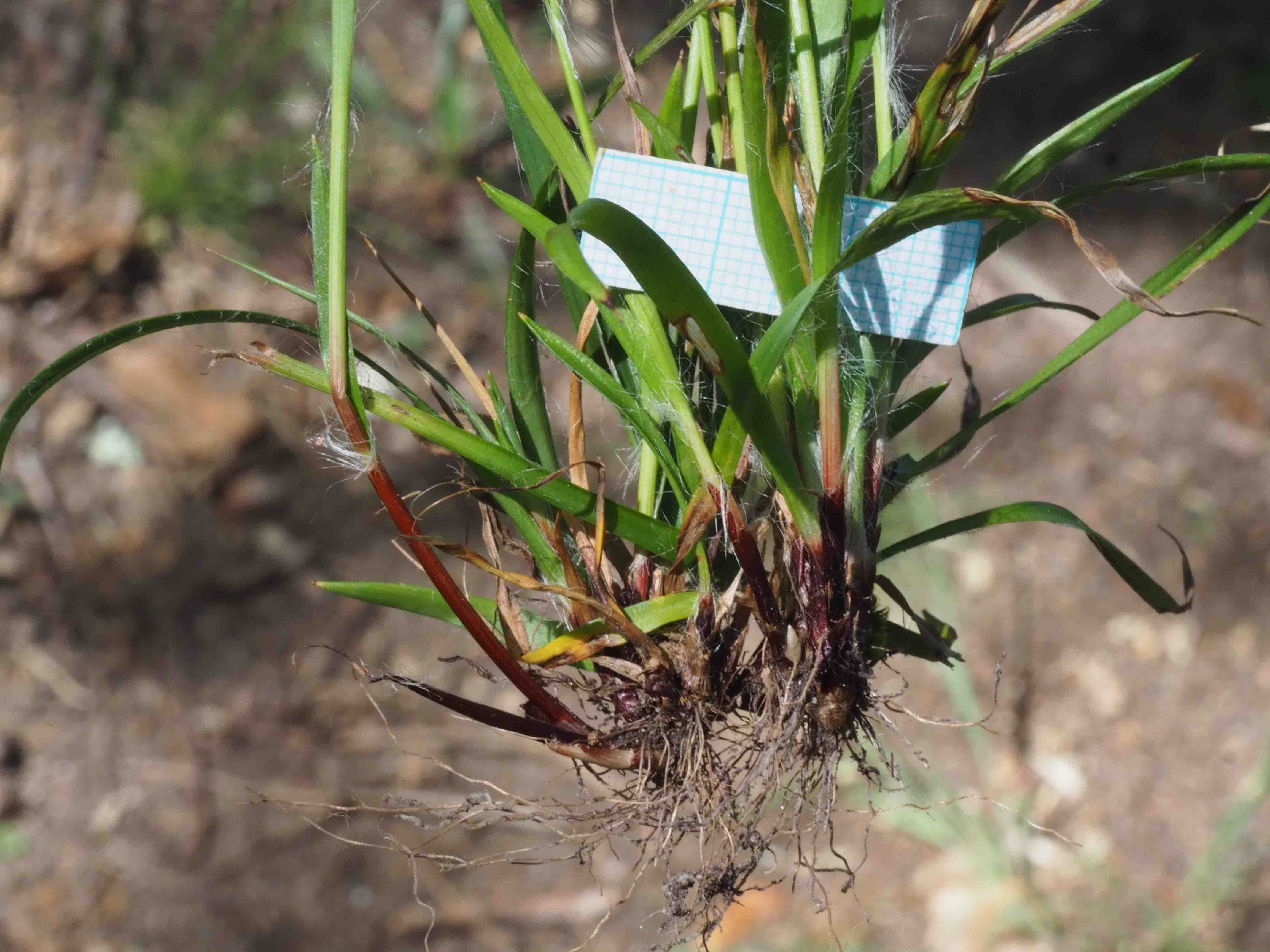
рослина з корінням
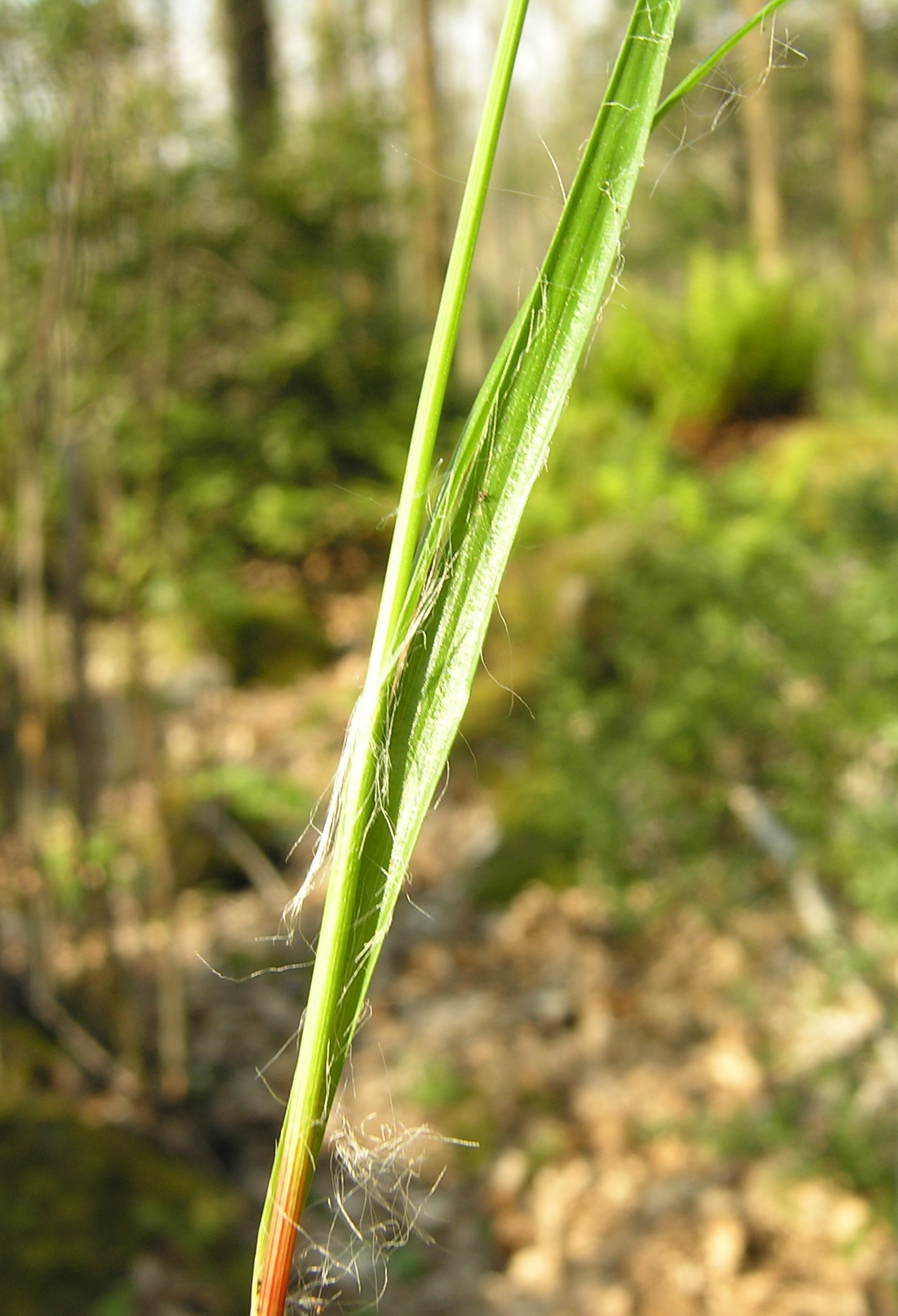
листок
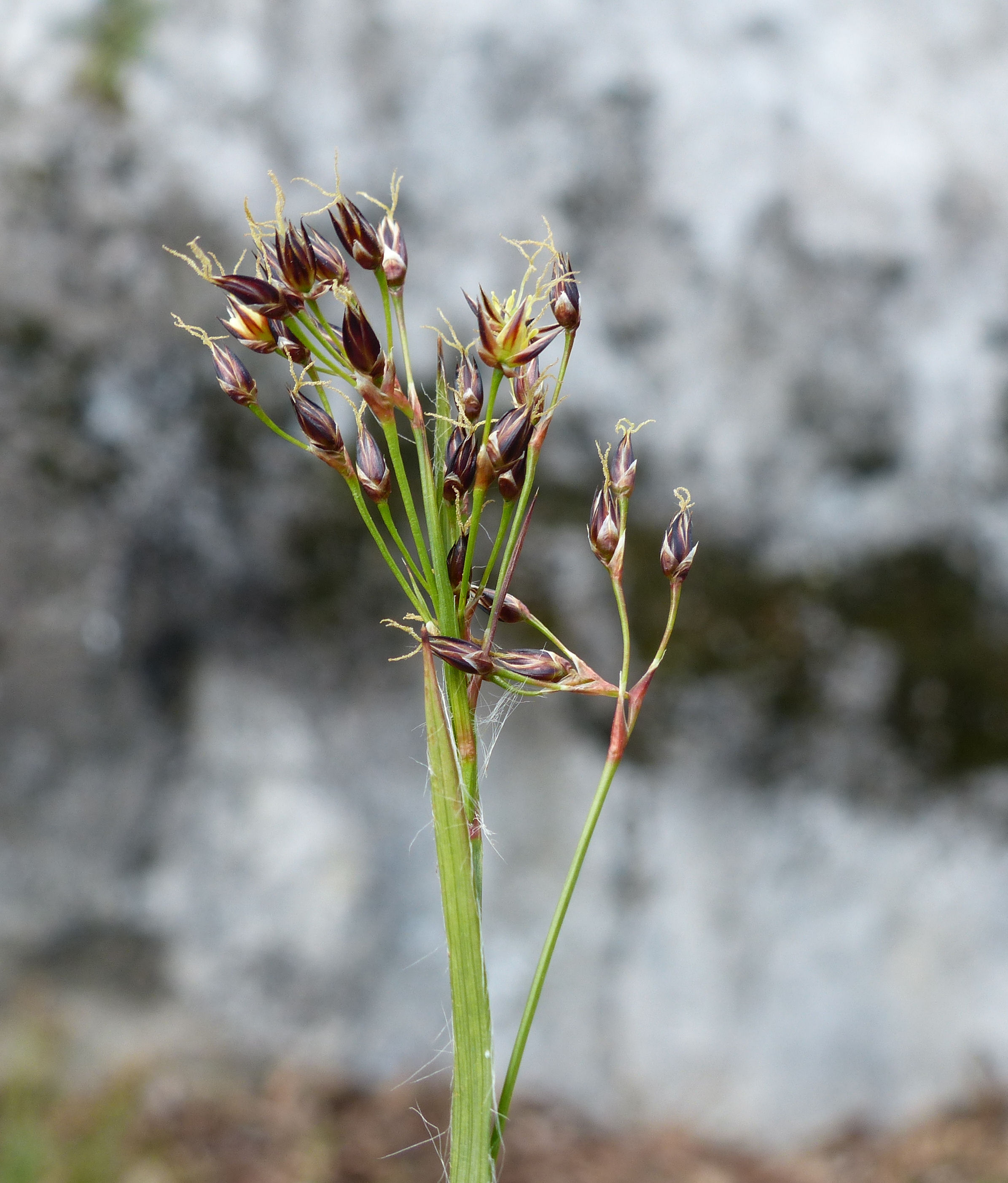
суцвіття
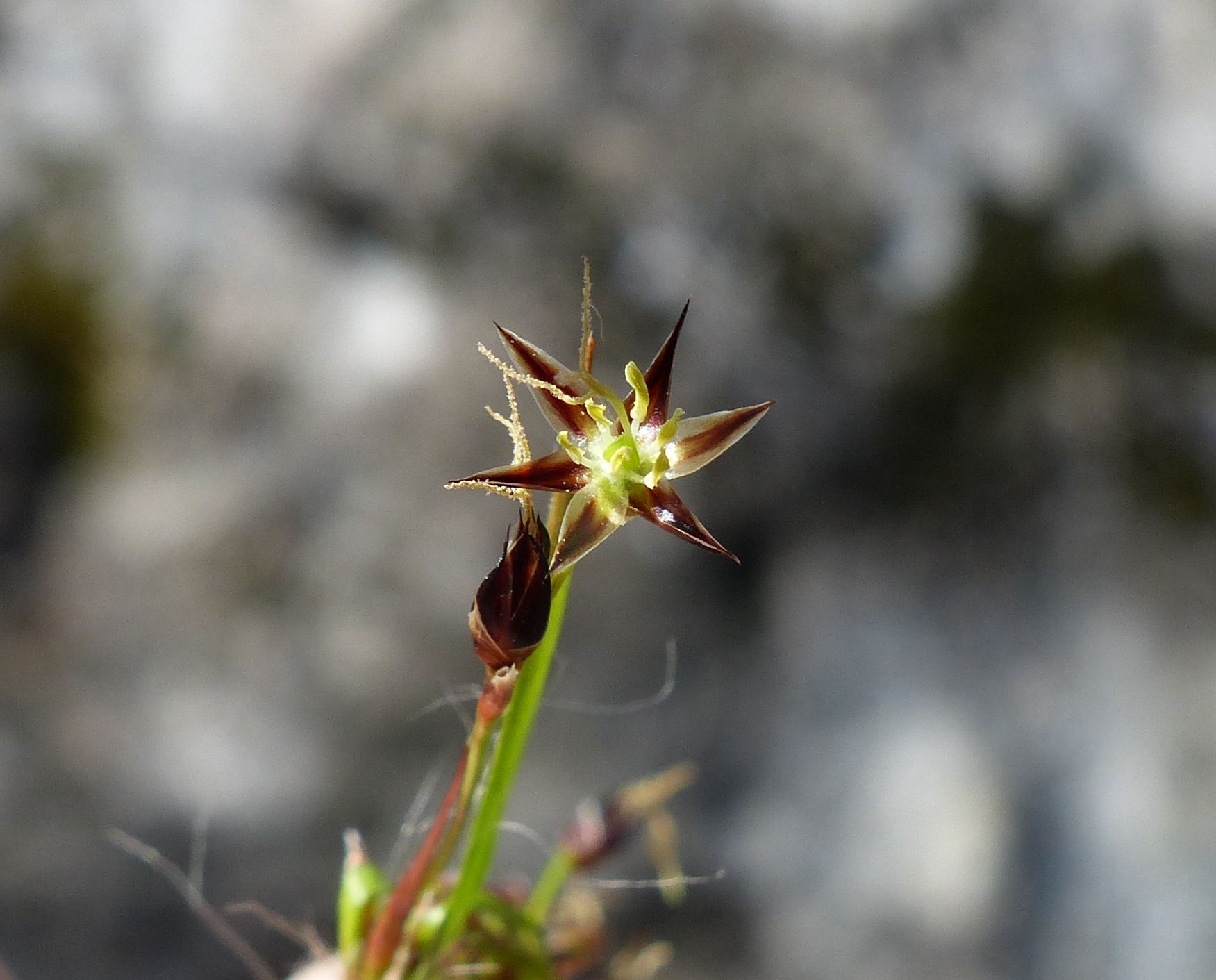
квітка